# Isidre Bosch i Batallé
Isidre Bosch i Batallé (Vilanna, Bescanó, 8 de desembre de 1875 - Girona, 22 de juliol de 1960) fou un arquitecte català.
Va obtenir el títol el 1903. Va ser arquitecte municipal de Palafrugell i assessor dels ajuntaments de Cassà de la Selva i Llagostera. Va formar part de la Comissió d'Urbanisme i Sanejament de la Cambra de la Propietat Urbana a Girona. Va exercir d'arquitecte diocesà del Bisbat de Girona, col·laborant en la restauració d'edificis religiosos afectats per la Guerra Civil espanyola.

## Obres
- Campanar de Sant Julià i Santa Basilissa, a Verges (1893).
- Casa Casellas, a Girona (1906).*
- Bloc Marull, a Girona (1907).*
- Escorxador municipal, a Palafrugell (1907).*
- Xalet Juandó (casa Furest), a Girona (1910).*
- Casa Serra, a Cassà de la Selva (1910).*
- Bar El Rotllo, a Cassà de la Selva (1912).*
- Casa Noguera Sabater, a Girona (1914).[3]
- Casa Figueras, a Cassà de la Selva (1918).*
- Biblioteca Francesc Ferrer i Guàrdia, a Caldes de Malavella (1920).*
- Casa de Pont Ciurana, a Girona (1923).[4]
- Habitatge al carrer Lorenzana, 49, a Girona (1930).*
- Habitatge al carrer Lorenzana, 51, a Girona (1930).*
- Casa Salvador Plaja, a Girona (1935).*
- Agrupació Escolar, a Cassà de la Selva (1936).*
- Església de Sant Miquel de Palau-sacosta, a Girona (1941).*
- Antigues Escoles Públiques, a Palafrugell.*
- Sala d'en Galà, a Cassà de la Selva.*

* incloses a l'Inventari del Patrimoni Arquitectònic de Catalunya.
- Campanar de Sant Julià de Verges (Verges)
- Casa Casellas (Girona)
- Bloc Marull (Girona)
- Escorxador municipal (Palafrugell)
- Xalet Juandó (Girona)
- Casa Serra (Cassà de la Selva)
- Casa Figueras (Cassà de la Selva)
- Biblioteca Francesc Ferrer i Guàrdia (Caldes de Malavella)
- Habitatge al carrer Lorenzana, 49 (Girona)
- Habitatge al carrer Lorenzana, 51 (Girona)
- Casa Salvador Plaja (Girona)
- Agrupació Escolar (Cassà de la Selva)
- Església de Sant Miquel de Palau-sacosta (Girona)
- Antigues Escoles Públiques (Palafrugell)
- Sala d'en Galà (Cassà de la Selva)